# Tom McGrath (Animator)

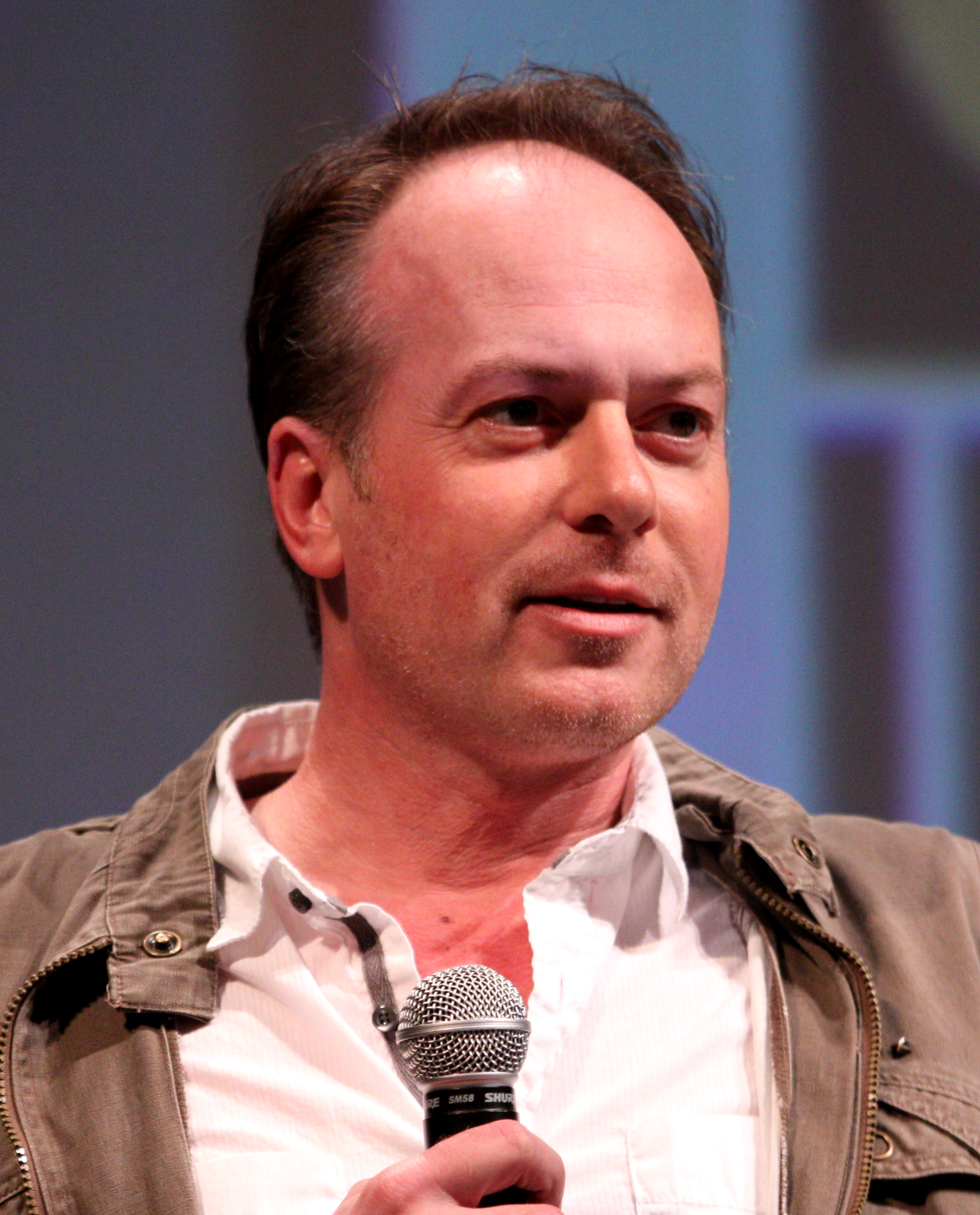
Tom McGrath

Thomas „Tom“ McGrath (* 7. August 1964 in Lynnwood, Washington) ist ein US-amerikanischer Animator, Drehbuchautor, Regisseur, Synchronsprecher, Stimmenimitator und Schauspieler, der besonders durch die Madagascar-Filme bekannt wurde.

## Leben und Karriere
Tom McGrath interessierte sich schon früh für die Animation von Filmen. Dieses Interesse wurde bei ihm durch Comicsendungen im Fernsehen geweckt; so drehte er mit seinem Bruder selbst kleinere Stop-Motion-Filme, in denen sie ihre Comicfiguren einsetzten. Tom McGrath wuchs in Lynnwood auf und studierte an der University of Washington zunächst in der Fachrichtung Industrial Design und anschließend in Animation an der California School of Cinematic Arts McGrath lernte direkt bei ehemaligen Animatoren die schon für die Disney Studios gearbeitet hatten.
Zu seinen ersten Arbeiten als Animationsdesigner und Layoutkünstler in der Animation zählte 1992 der Film Cool World. Seine Karriere im Filmgeschäft begann McGrath als Mitarbeiter in Bereich der Animation für unterschiedliche Film- und Fernsehproduktionen. So war er 1995 in zwei Folgen für das Storyboard der Serie Die Ren und Stimpy Show verantwortlich. Bei den Filmen Cats & Dogs und Der Grinch war er als Setdesigner tätig.
Im Jahr 2005 inszenierte er als Regisseur zusammen mit Eric Darnell den Dreamworks Animations-Kinofilm Madagascar. Für diesen war er auch als Drehbuchautor aktiv, ebenso wie bei der ersten Fortsetzung. 2008 kooperierten die beiden erneut und es entstand Madagascar 2. Vier Jahre darauf folgte Madagascar 3: Flucht durch Europa. Für diese Filme war McGrath auch als Synchronsprecher tätig und übernahm die Sprechstimme des Skipper, ebenso in der Serie Die Pinguine aus Madagascar. Auch bei anderen Produktionen wie Shrek der Dritte (Gary) trat er als Synchronsprecher in Erscheinung. 2010 animierte er den Film Megamind. Sein Regiedebüt für eine Realverfilmung gibt Tom McGrath in der Komödie Rentaghost mit Ben Stiller, die für 2013 angekündigt ist.

## Filmografie (Auswahl)
- 1998: The Thing What Lurked in the Tub
- 1992: Cool World
- 1995: Die Ren und Stimpy Show (The Ren & Stimpy Show, 2 Folgen)
- 1996: KaBlam! (1 Folge)
- 1996: Space Jam
- 1998: Hercules & Xena – Der Kampf um den Olymp (Hercules and Xena – The Animated Movie: The Battle for Mount Olympus)
- 2000: Der Grinch (How the Grinch Stole Christmas)
- 2001: Cats & Dogs – Wie Hund und Katz (Cats & Dogs)
- 2005: Madagascar (Stimme für Skipper, Regie und Drehbuch)
- 2005:	Die Madagascar-Pinguine in vorweihnachtlicher Mission (The Madagascar Penguins in A Christmas Caper, Stimme für Skipper)
- 2007: Shrek der Dritte (Shrek the Third, Stimme)
- 2008: Madagascar 2 (Madagascar: Escape 2 Africa, Stimme für Skipper, Regie)
- 2008–2010: Die Pinguine aus Madagascar (The Penguins of Madagascar, 19 Folgen)
- 2009:	Fröhliches Madagascar (Merry Madagascar, Stimme für Skipper, Drehbuch)
- 2010: Megamind (Regie)
- 2011: Der gestiefelte Kater (Puss in Boots, Stimme)
- 2012: Madagascar 3: Flucht durch Europa (Madagascar 3: Europe’s Most Wanted, Stimme für Skipper)
- 2014: Die Pinguine aus Madagascar (The Penguins of Madagascar, Stimme für Skipper)
- 2017: The Boss Baby